# Pitcairn PCA-2
Le Pitcairn PCA-2 était un autogire développé aux États-Unis au début des années 1930. Il fut le premier concept d'autogire d'Harold Pitcairn (en) à être vendu en quantités.

## Histoire opérationnelle

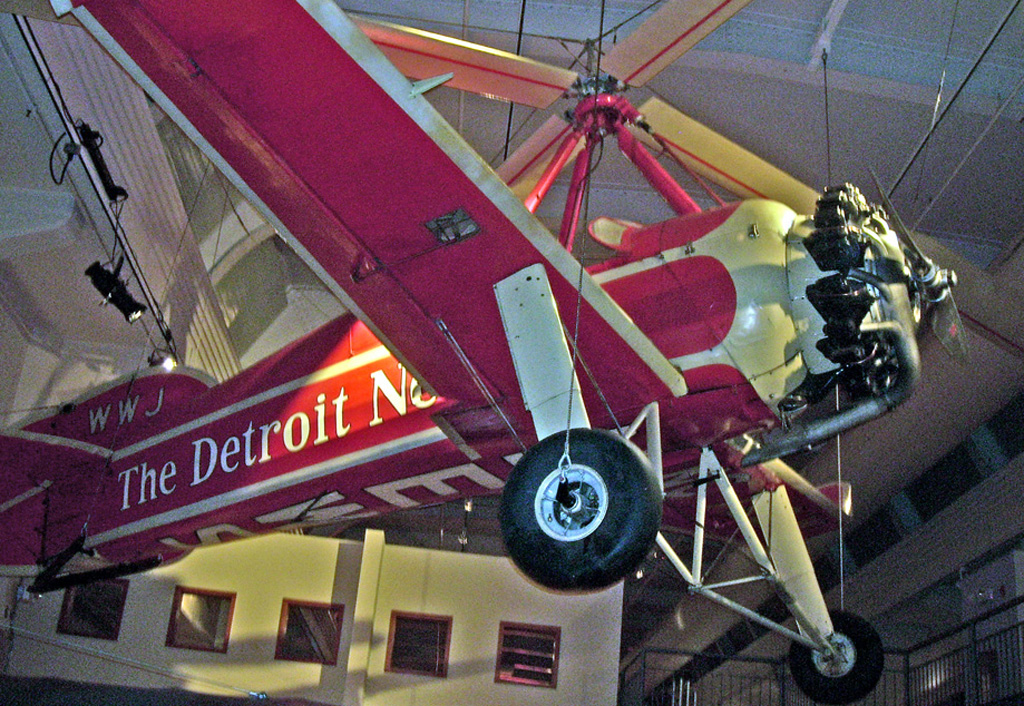
Le PCA-2 du Detroit News, exposé à l'Henry Ford Museum à Dearborn, dans le Michigan.

Le PCA-2 fut le premier aéronef à voilure tournante à obtenir un certificat de type aux États-Unis et fut utilisé dans de nombreuses activités importantes, incluant un atterrissage sur la pelouse de la Maison-Blanche, et la première traversée des États-Unis par un aéronef à voilure tournante. Ce dernier vol fut tenté par Amelia Earhart, volant pour la compagnie alimentaire Beech-Nut (en), mais fut finalement accompli par John M. Miller, qui parvint à effectuer ce vol neuf jours plus tôt qu'Earhart, le 28 mai 1931, dans un PCA-2 nommé « Missing Link » (« Chaînon manquant », en français).
Apprenant la réussite de Miller lors de son arrivée en Californie, Earhart décida de modifier son vol initial en une boucle complète en repartant vers l'est, mais elle abandonna la tentative après son troisième crash. Earhart établit quand-même un record d'altitude à bord d'un PCA-2 le 8 avril 1931, avec une altitude de 5 615 m,,. Ce record fut battu dans un autre PCA-2 par Lewis Yancey, qui monta à 6 600 m le 25 septembre 1932,
En 1931, le quotidien américain The Detroit News entra dans l'Histoire lorsqu'il acheta un PCA-2 pour s'en servir d'aéronef d'informations (en anglais : « News Aircraft »), en raison de sa capacité à voler à basse altitude, ainsi que sa faculté à se poser et à décoller à partir d'espaces de dimensions réduites. Il pouvait également voler très lentement, à la limite du vol stationnaire, ce qui était fort pratique pour les prises de vues. En mai 1933, Scripps donna l'autogire à l'Henry Ford Museum à Dearborn, dans le Michigan

## Caractéristiques
Le PCA-2 était d'une conception conventionnelle pour son époque, avec un fuselage en tubes d'acier soudés revêtus de tissu, disposant de deux cockpits ouverts en tandem et un moteur en étoile de plus de 300 ch installé à l'avant du fuselage,. La portance fournie par le rotor principal de l'engin était associée à celle produite par de petites ailes en position basse, faites de bois et recouvertes de tissu, qui disposaient également de surfaces de contrôle. Les extrémités de ces ailes avaient un fort dièdre positif et donnaient ainsi une meilleure stabilité à l'appareil pendant le vol.
Le prix d'achat de l'appareil était de 15 000 $ au début des années 1930, soit l'équivalent de 252 177 $ actuels.

## Exemplaires préservés

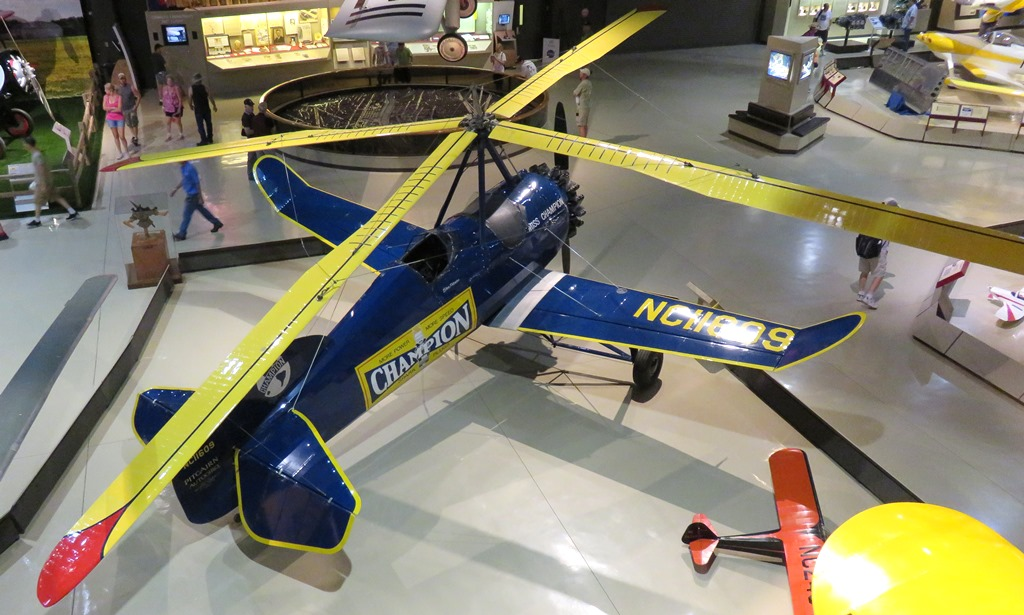
Le PCA-2 « Miss Champion », en exposition à l'EAA Aviation Museum à Oshkosh, dans le Wisconsin.

La célèbre compagnie de fabrication de bougies d'allumage Champion utilisa un PCA-2 comme machine promotionnelle en 1931 et 1932, lui donnant le nom de « Miss Champion ». Il vola sur plus de 10 460 km lors du Ford National Reliability Air Tour (en) de 1931. Cet appareil fut restauré et remis en condition de vol par Steve Pitcairn, le fils du concepteur, puis donné à l'EAA Aviation Museum (en) en 2005.
D'autres PCA-2 sont préservés au musée Henry Ford, et au musée de l'aviation du Canada.

## Versions
- PCA-2 : Principale version de production[7],[2] ;
- PCA-3 : Version dotée d'un moteur Pratt & Whitney R-985 Wasp Junior et d'un rotor principal de 14,63 m de diamètre[7], produite à un exemplaire[2] ;
- PA-21 : Version dotée d'un Wright R-975-E2 (en)[7],[2] ;
- OP-1 : Autogire de reconnaissance, conçu en 1931. Deux exemplaires furent acquis par l'US Navy en 1931 pour des essais, avec un succès limité.

## Utilisateurs
- États-Unis :
  - United States Marine Corps :
    - Marine Observation Squadron 6 (en).

## Spécifications techniques (PCA-2)
Données de Pitcairn, A G A, Pitcairn-Cierva, Pitcairn-Larsen, Flight Performance of Lightweight Gyroplanes, The Incomplete Guide to Airfoil Usage.
Caractéristiques générales
- Équipage : 1 pilote
- Capacité : 2 passagers
- Longueur : 7,04 m
- Envergure : 9,14 m
- Diamètre rotor : 13,72 m
- Surface alaire : Disque rotor : 147 m2
- Profil : NACA M-3 mod
- Finesse maximale : 4,8
- Masse à vide : 1 013 kg
- Masse typique : 1 361 kg
- Moteur : 1   moteur à 9 cylindres en étoile refroidis par air Wright R-975 (en) (J6-9) de 330 ch (250 kW)

 Performances 
- Vitesse maximale : 190 km/h
- Vitesse de croisière : 158 km/h
- Distance franchissable : 467 km
- Plafond : 4 575 m
- Vitesse ascensionnelle : 150 m/min
- Rapport poids-puissance : 3,68 kg/ch

### Article
- (en) Assen Jordanoff, « Will Autogyro Banish Present Plane ? », Popular Science, vol. 118, no 3,‎ mars 1931, p. 28–30 & 146 (lire en ligne).